# Lamaachate
Lamaachate é uma comuna rural (município) de Marrocos localizada na região de Marraquexe-Safim, provincia de Safim, circulo de Gzoula. Tem uma área de 178 km² e 15.389 habitantes (em 2014). Situada a sul de Safim, nesta comuna desagua o rio Tenerife. A principal atração turística é a localidade de Souira Kedima e a sua praia de areia, protegida por recifes. Junto a ela, num pequeno promontório, encontram-se as ruínas duma antiga pequena fortificação portuguesa, o Castelo de Aguz.

## Referencias
1. ↑  Haut Commissariat au Plan, Direction Provinciale du Plan de Safi (2015). «Population légale des régions, provinces, préfectures, municipalités, arrondissements et communes du royaume d'après les résultats du RGPH 2014 (16 régions)». www.hcp.ma. Consultado em 3 de maio de 2024
2. ↑  Haut-Commissariat au Plan du Maroc, DIRECTION PROVINCIALE DE SAFI (2019). «MONOGRAPHIE PROVINCIALE DE SAFI DE 2018». www.hcp.ma. Consultado em 1 de maio de 2024
3. ↑  «Inventaire communal 2010/2011». applications-web.hcp.ma. Consultado em 3 de maio de 2024
4. ↑  Haut Commissariat au Plan, Direction Provinciale du Plan de Safi (2015). «Population légale des régions, provinces, préfectures, municipalités, arrondissements et communes du royaume d'après les résultats du RGPH 2014 (16 régions)». www.hcp.ma. Consultado em 3 de maio de 2024